# 塔斯尼姆·库雷希

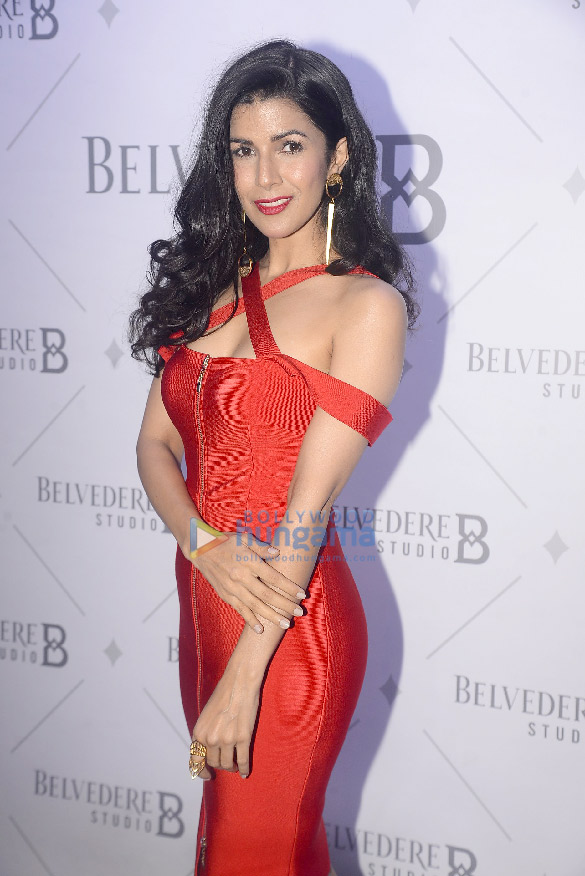
妮姆拉·卡尔在《国土安全》系列中饰演塔斯尼姆·库雷希

塔斯尼姆·库雷希（英語：Tasneem Qureishi），是由亚历克斯·甘萨和霍华德·戈登创作的美国电视剧《国土安全》系列中的虚构人物。

## 角色介绍
塔斯尼姆在该系列的第四季（2014年）与第八季（2020年）登场，她是巴基斯坦三军情报局 (ISI)的一名特工，并于后来升任三军情报局局长。
塔斯尼姆在剧中是一位狡猾的ISI特工，她会不择手段地维护ISI及其秘密盟友塔利班的利益，这导致与CIA的利益发生冲突。她于最终季升任为ISI的最高领导者，该职位在现实世界中一直由男性担任。塔斯尼姆长期与卡莉·马西森的导师美国国家安全顾问索尔·贝伦森（曼迪·帕廷金饰演）彼此交锋不断，但随着巴基斯坦和美国的利益日益趋同，塔斯尼姆亦在某种程度上成为了索尔谋求区域和平的协助者。
在第四季中，塔斯尼姆通过勒索美国大使的丈夫向她提供秘密情报；在策划暗杀CIA驻伊斯兰堡站站长之后，塔斯尼姆指示塔利班绑架索尔，以阻止新任站长卡莉俘虏并杀死塔利班的指挥官海萨姆·哈卡尼（努曼·阿卡尔饰演）。她在获知卡莉患有躁郁症后便偷换了她用来抑制病情的药物，她希望迫使卡莉逐渐精神崩溃以达到令她早日离开巴基斯坦的目的。当运送卡莉和索尔的车队遭到恐怖分子袭击时，塔斯尼姆却借故拖延向其提供军事援助；与此同时，塔斯尼姆还将她侦测到的一条通往美国大使馆的秘密隧道告知了哈卡尼，导致他利用这条隧道侵入了大使馆。
塔斯尼姆在第八季中担任ISI局长，她继续批评美国的外交政策，不支持索尔为阿富汗政府与塔利班之间所做的和平斡旋。索尔前往巴基斯坦与现任塔利班领导人哈卡尼秘密会面，但塔斯尼姆得知此事后随即计划暗杀哈卡尼，并用他的儿子贾拉勒代替他领导塔利班，最终哈卡尼在索尔的帮助下幸免于难。之后，来访的美国总统和阿富汗总统在一次直升机坠毁事故中双双殒命，哈卡尼因涉嫌策划此次坠机事件而被捕，索尔并不认为他对此负有责任。塔斯尼姆同意帮助索尔拖延审判，但哈卡尼最终依旧被法庭判处死刑并处决；哈卡尼之子贾拉勒上位后重振了塔利班，出乎意料的是他并不受塔斯尼姆的操控，塔斯尼姆的如意算盘因此落空。为了缓和美国与巴基斯坦之间不断升级的紧张局势，塔斯尼姆于是向索尔提供情报分享，以转移美国政府军事入侵巴基斯坦的注意力。

## 评价反响
该角色由印度女演员妮姆拉·卡尔饰演。在剧中饰演塔斯尼姆的妮姆拉·卡尔因其出演2013年的印度电影《美味情书》而闻名，这是卡尔首次出演反派角色。塔斯尼姆作为剧中女主角卡莉·马西森的宿敌，其出色表现令她一再被观众称为“令人爱恨交织的完美演绎”，也让卡尔的出演受到了广泛的赞誉。卡尔于2014年在第21届美国演员工会奖评选中曾获提名“剧情类剧集杰出表演奖”。2020年4月，卡尔凭借出演塔斯尼姆这一角色而获得艾美奖剧情类剧集女配角奖的提名。